# تلخ أب العليا (كوهمرة خامي)
تلخ أب العلیا (بالفارسية: تلخ‌آب علیا) هي قرية تقع في إيران في قسم كوهمرة خامي الريفي. يقدر عدد سكانها بـ 52 نسمة بحسب إحصاء 2016.